# Phil Hawes
Phillip Nicholas Fitzgerald Hawes (Hackensack, Nueva Jersey, Estados Unidos, 8 de enero de 1989) es un artista marcial mixto estadounidense que compite en la división de peso medio de Ultimate Fighting Championship.

## Primeros años
Comenzó como un destacado luchador, ganando un título nacional de lucha de 197 libras en el Colegio Comunitario Central de Iowa, y luego pasó a la División Iowa State, donde se graduó con un título en sociología.

## Carrera en las artes marciales mixtas

### The Ultimate Fighter
Después de ir 3-0 en la escena regional, fue invitado como uno de los 16 luchadores de peso semipesado invitados al elenco The Ultimate Fighter 23.
Perdió su combate de entrada contra Andrew Sanchez por decisión unánime.

### World Series of Fighting/Contender Series
Firmó con World Series of Fighting y debutó en WSOF 31 contra Joshua Kay. Ganó el combate por TKO en el primer asalto.
Se enfrentó a Louis Taylor el 30 de julio de 2016 en  WSOF 32. Perdió el combate por sumisión en el segundo asalto.
Participó en el Dana White's Contender Series 4 el 1 de agosto de 2017 contra Julian Marquez. Perdió el combate por nocaut tras recibir una patada en la cabeza en el segundo asalto.

### Bellator MMA
Tras su derrota ante Marquez, se tomó dos años de descanso y se trasladó a Tailandia para entrenar Muay Thai y competir en competiciones allí. El 22 de abril de 2018, en el estadio MAX Muay Thai, ganó por decisión (unánime) a Reza Goodary un luchador iraní.
Se enfrentó a Michael Wilcox el 14 de junio de 2019 en Bellator 222. Ganó el combate por medio de una parada médica tras el primer asalto, cuando Wilcox fue declarado incapaz de continuar.

### Brave Combat Federation
Firmó con Brave Combat Federation y consiguió una sumisión en el primer asalto contra Dominik Schober en el Brave CF 30, en la India, y una victoria por TKO contra Yuri Fraga menos de dos meses después, en Brave CF 34, en Eslovenia.

### Ultimate Fighting Championship
Se enfrentó a Khadzhimurat Bestaev el 8 de septiembre de 2020 en el Dana White's Contender Series 32. Ganó el combate por TKO en el primer asalto y ganó un contrato con la UFC.
Debutó en la UFC contra Jacob Malkoun el 24 de octubre de 2020 en UFC 254. Ganó el combate por KO en el primer asalto.
S enfrentó a Nassourdine Imavov el 20 de febrero de 2021 en UFC Fight Night: Blaydes vs. Lewis. Ganó el combate por decisión mayoritaria.
Se enfrentó a Kyle Daukaus el 8 de mayo de 2021 en UFC on ESPN: Rodriguez vs. Waterson. Ganó el combate por decisión unánime.
Se esperaba que se enfrentara a Deron Winn el 17 de julio de 2021 en UFC on ESPN: Makhachev vs. Moisés. Sin embargo, Winn se vio obligado a retirarse del evento, citando una costilla separada y un cartílago roto, y el combate fue reprogramado para el 9 de octubre de 2021 en UFC Fight Night: Dern vs. Rodriguez. A su vez, Winn se retiró el día antes del evento por problemas de salud. Se esperaba que le sustituyera Chris Curtis, pero rechazó el combate y finalmente se canceló.
Se enfrentó a Chris Curtis el 6 de noviembre de 2021 en UFC 268. Perdió el combate por KO en el primer asalto.
Se esperaba que se enfrentara a Sam Alvey el 5 de febrero de 2022 en UFC Fight Night: Hermansson vs. Strickland. Sin embargo, se retiró del combate debido a una lesión no revelada y fue sustituido por Brendan Allen.
Se enfrentó a Deron Winn el 18 de junio de 2022 en UFC on ESPN: Kattar vs. Emmett. Ganó el combate por TKO en el segundo asalto. Esta victoria le valió el premio a la Actuación de la Noche.
Se enfrentó a Roman Dolidze el 29 de octubre de 2022 en UFC Fight Night: Kattar vs. Allen. Perdió el combate por KO en el primer asalto.

## Campeonatos y logros
- Ultimate Fighting Championship 
  - Actuación de la Noche (una vez) vs. Deron Winn[41]

## Récord en artes marciales mixtas
| Resultado | Récord | Oponente             | Método                                     | Evento                                 | Fecha                   | Ronda | Tiempo | Localización              | Notas                   |
| --------- | ------ | -------------------- | ------------------------------------------ | -------------------------------------- | ----------------------- | ----- | ------ | ------------------------- | ----------------------- |
| Derrota   | 12-6   | Brunno Ferreira      | KO (puñetazos)                             | UFC Fight Night: Ankalaev vs. Walker 2 | 13 de enero de 2024     | 1     | 4:55   | Las Vegas, Nevada         |                         |
| Derrota   | 12-5   | Ikram Aliskerov      | KO (puñetazos)                             | UFC 258                                | 6 de mayo de 2023       | 1     | 2:10   | Newark, New Jersey        |                         |
| Derrota   | 12-4   | Roman Dolidze        | KO (puñetazos)                             | UFC Fight Night: Kattar vs. Allen      | 29 de octubre de 2022   | 1     | 4:09   | Las Vegas, Nevada         |                         |
| Victoria  | 12-3   | Deron Winn           | TKO (codazos)                              | UFC on ESPN: Kattar vs. Emmett         | 18 de junio de 2022     | 2     | 4:25   | Austin, Texas             | Actuación de la Noche.  |
| Derrota   | 11-3   | Chris Curtis         | KO (puñetazos)                             | UFC 268                                | 6 de noviembre de 2021  | 1     | 4:27   | Nueva York                |                         |
| Victoria  | 11-2   | Kyle Daukaus         | Decisión (unánime)                         | UFC on ESPN: Rodriguez vs. Waterson    | 8 de mayo de 2021       | 3     | 5:00   | Las Vegas, Nevada         |                         |
| Victoria  | 10-2   | Nassourdine Imavov   | Decisión (mayoritaria)                     | UFC Fight Night: Blaydes vs. Lewis     | 20 de febrero de 2021   | 3     | 5:00   | Las Vegas, Nevada         |                         |
| Victoria  | 9-2    | Jacob Malkoun        | KO (puñetazos)                             | UFC 254                                | 24 de octubre de 2020   | 1     | 0:18   | Abu Dhabi                 |                         |
| Victoria  | 8-2    | Khadzhimurat Bestaev | TKO (puñetazos)                            | Dana White's Contender Series 32       | 8 de septiembre de 2020 | 1     | 1:18   | Las Vegas, Nevada         |                         |
| Victoria  | 7-2    | Yuri Fraga           | TKO (puñetazos)                            | Brave CF 34                            | 19 de enero de 2020     | 1     | 0:00   | Liubliana                 |                         |
| Victoria  | 6-2    | Dominic Schober      | Sumisión (estrangulamiento por detrás)     | Brave CF 30                            | 23 de noviembre de 2019 | 1     | 3:45   | Hyderabad                 |                         |
| Victoria  | 5-2    | Michael Wilcox       | TKO (parada médica)                        | Bellator 222                           | 14 de junio de 2019     | 1     | 5:00   | Nueva York                |                         |
| Derrota   | 4-2    | Julian Marquez       | KO (patada en la cabeza)                   | Dana White's Contender Series 4        | 1 de agosto de 2017     | 2     | 2:20   | Las Vegas, Nevada         |                         |
| Derrota   | 4-1    | Louis Taylor         | Sumisión (estrangulamiento por guillotina) | WSOF 32                                | 30 de julio de 2016     | 2     | 2:15   | Everett, Washington       |                         |
| Victoria  | 4-0    | Joshua Key           | TKO (codazos)                              | WSOF 31                                | 17 de junio de 2016     | 1     | 2:52   | Mashantucket, Connecticut |                         |
| Victoria  | 3-0    | Brandon Collins      | Sumisión (barra de brazo)                  | Global Knockout 2                      | 18 de octubre de 2014   | 1     | 0:00   | Jackson, California       |                         |
| Victoria  | 2-0    | Anthony Pinckard     | TKO (puñetazos)                            | Global Knockout: The Return            | 14 de junio de 2014     | 2     | 0:00   | Jackson, California       |                         |
| Victoria  | 1-0    | Brian Cheatham       | TKO (puñetazos)                            | Legacy Fighting Championship 28        | 8 de noviembre de 2014  | 2     | 0:55   | San Antonio, Texas        | Debut en el peso medio. |